# Escuela Preparatoria Grant (Los Ángeles)
La Escuela Preparatoria Ulysses S. Grant (Ulysses S. Grant High School) es una escuela preparatoria (high school) del barrio Valley Glen en Los Ángeles, California (Estados Unidos), en la Valle de San Fernando. Como parte del Distrito Escolar Unificado de Los Ángeles (LAUSD por sus siglas en inglés), la prepatoria lleva el nombre del presidente estadounidense Ulysses S. Grant.
La preparatoria sirve también a partes del barrio de Sherman Oaks.

## Historia
Se abrió en 1959. Los estudiantes originales eran los "baby boomers".
Alrededor de la década de 1960, la escuela pone muchos estudiantes judíos en las clases avanzadas; estos estudiantes tenían la intención de ir a la universidad. Deborah Dash Moore, autora de To the Golden Cities: Pursuing the American Jewish Dream in Miami and L.A., afirmó que esto hizo que los judíos pareciesen más visibles en el cuerpo estudiantil.
En 1979 la preparatoria tenía más de 3.000 estudiantes.
En la década de 1990, había una tensión étnica entre los estudiantes armenios y los estudiantes latinos. El jueves 21 de octubre de 1999, una pelea entre una chica armenia y una chica latina se convirtió en una pelea más grande que involucra a 200 estudiantes. En enero de 2000 los estudiantes firmaron un "acuerdo de paz" para evitar enfrentamientos adicional. Para el febrero, la escuela puso banderas que promueven la paz. Para el octubre había programas de debate dirigidas a reducir la tensión racial.